# Agostino di Niccolò
Agostino di Niccolò (Piacenza, ... – 1461 circa) fu uno degli artefici più rinomati del suo tempo come maestro bombardiere, ingegnere militare, fonditore e architetto.
Fu dal 1447 al servizio del Comune di Siena e dal 1457 a quello di Federico da Montefeltro; costruì bombarde per l'esercito pontificio.